# Šomera
Šomera (hebrejsky שׁוֹמֵרָה, v oficiálním přepisu do angličtiny Shomera) je vesnice typu mošav v Izraeli, v Severním distriktu, v Oblastní radě Ma'ale Josef.

## Geografie
Leží v nadmořské výšce 571 metrů, v hornaté oblasti v centrální části Horní Galileji, cca 15 kilometrů od břehů Středozemního moře a 2 kilometry od libanonských hranic. Severně od vesnice terén klesá do údolí vádí Nachal Becet, u kterého tu stojí hora Har Šomera.
Obec se nachází cca 7 kilometrů severně od města Ma'alot-Taršicha, cca 120 kilometrů severovýchodně od centra Tel Avivu a cca 40 kilometrů severovýchodně od centra Haify. Šomeru obývají Židé, přičemž osídlení v tomto regionu je převážně židovské. Šomera tvoří společně s dalšími zemědělskými osadami Even Menachem, Zar'it a Štula kompaktní blok osídlení. Zcela židovská je oblast západně odtud, směrem k Izraelské pobřežní planině, i na severní straně při hranicích s Libanonem. Pouze na jižní straně začíná území s vyšším podílem obcí, které obývají izraelští Arabové (například město Fassuta).
Šomera je na dopravní síť napojena pomocí místní silnice číslo 899.

## Dějiny
Šomera byla založena v roce 1949. Zakladateli osady byla skupina židovských přistěhovalců z Maďarska a Rumunska. Ti ale ještě téhož roku osadu opustili a byli v roce 1950 nahrazeni skupinou osadníků z řad židovských imigrantů z Maroka.
Mošav vznikl na místě zaniklé arabské vesnice Tarbicha, která zde stávala do války za nezávislost v roce 1948. Křižáci ji nazývali Tayerebika. Roku 1931 měla 674 obyvatel a 149 domů. Od roku 1938 v ní fungovala základní chlapecká škola. Byly tu dvě mešity. Během války byla tato oblast na podzim 1948 v rámci Operace Hiram ovládnuta židovskými silami a arabské obyvatelstvo bylo vysídleno. Zástavba vesnice pak byla zčásti zbořena, ale skupina 21 domů v jejím centru se stala součástí nově založené židovské Šomery.
V prosinci 1957 napadli vesnici arabští útočníci, kteří překročili hranice. Odpálili budovu dětských jeslí přímo v mošavu. Nedošlo ale k obětem na životech.
Ekonomika v mošavu Šomera je založena na zemědělství a turistickém ruchu. Někteří obyvatelé za prací dojíždějí mimo obec. V obcí fungují zařízení předškolní péče, základní škola je ve vesnici Becet.

## Demografie
Obyvatelstvo mošavu Šomera je smíšené, tedy sekulární i nábožensky orientované. Podle údajů z roku 2014 tvořili naprostou většinu obyvatel v Šomera Židé (včetně statistické kategorie "ostatní", která zahrnuje nearabské obyvatele židovského původu ale bez formální příslušnosti k židovskému náboženství).
Jde o menší sídlo vesnického typu s dlouhodobě stagnující populací. K 31. prosinci 2014 zde žilo 333 lidí. Během roku 2014 populace stoupla o 1,8 %.
| Rok            | 1961 | 1972 | 1983 | 1995 | 2001 | 2003 | 2004 | 2005 | 2006 | 2007 | 2008 | 2009 | 2010 | 2011 | 2012 | 2013 | 2014 |
| -------------- | ---- | ---- | ---- | ---- | ---- | ---- | ---- | ---- | ---- | ---- | ---- | ---- | ---- | ---- | ---- | ---- | ---- |
| Počet obyvatel | 249  | 267  | 256  | 304  | 311  | 308  | 306  | 319  | 322  | 334  | 328  | 337  | 347  | 340  | 341  | 327  | 333  |